# Malaltia de Legg-Calvé-Perthes
La malaltia de Legg-Calvé-Perthes (o, senzillament, malaltia de Perthes), és un trastorn de maluc infantil iniciat per una interrupció del flux sanguini al cap del fèmur. A causa de la manca de flux sanguini, l'os mor (osteonecrosi o necrosi avascular) i deixa de créixer. Amb el pas del temps, la curació es produeix mitjançant nous vasos sanguinis que infiltren l'os mort i que l'eliminen, la qual cosa provoca una pèrdua de massa òssia i un debilitament del cap femoral que condueix a una coxa plana.
La malaltia es troba més freqüentment en nens d'entre 4 i 8 anys, però pot ocórrer en nens d'entre 2 i 15 anys. Pot produir una deformitat permanent del cap femoral, que augmenta el risc de desenvolupar artrosi en adults. El Perthes és una forma d'osteocondritis que afecta només el maluc. En un Perthes bilateral, que significa que els dos malucs estan afectats, sempre s'ha d'investigar per descartar una displàsia epifisària múltiple.